# Ada Ferrer
Ada Ferrer é uma historiadora cubana-americana. É professora cátedra Julius Silver de História em Estudos Latino-Americanos na Universidade de Nova Iorque e irá ingressar o corpo docente da Universidade de Princeton como Professora de História Dayton-Stockton em julho de 2024. Ferrer recebeu o Prêmio Pulitzer em História por seu livro Cuba: uma história americana, em 2022.

## Biografia
Ada Ferrer nasceu em Havana, Cuba. Migrou para os Estados Unidos em 1963, ainda bebê, e cresceu em West New York, New Jersey. É bacharel em inglês pelo Vassar College, 1984, mestre em História pela Universidade do Texas em Austin, 1988, e PhD em História pela University of Michigan, 1995.

## Carreira
Atualmente é Professora Julius Silver de História e Estudos Latino-Americanos na New York University.
Ada Ferrer recebeu o Frederick Douglass Prize por seu livro Freedom's Mirror: Cuba and Haiti in the Age of Revolution. O livro também ganhou os prêmios Friedrich Katz, Wesley Logan e James Rawley da American Historical Association e o Haiti Illumination Prize da Haitian Studies Association. Ferrer recebeu o Berkshire Conference of Women Historians Book Prize por seu livro Insurgent Cuba: Race, Nation and Revolution 1868–1898
Em 2018, foi bolsista do Guggenhiem.